# فيضانات اليونان 2022
فيضانات اليونان 2022 في أكتوبر 2022 تعرضت جزيرة كريت أكبر جزيرة في اليونان لفيضانات مدمرة. ونتجت الفيضانات عن عاصفة رعدية غزيرة وأمطار غزيرة. تم الإبلاغ عن حالتي وفاة إلى جانب 150 ملم (5.9 بوصة) من الأمطار التي سقطت في أقل من 12 ساعة.

## الإستجابة
في 15 أكتوبر ضربت فيضانات مفاجئة الساحل الشمالي لجزيرة كريت. تم الإبلاغ عن أضرار جسيمة في العديد من المناطق الساحلية. وشملت المستوطنات المتضررة أجيا بلاجيا وليجاريا وخانيا ولاسيثي.
في 16 أكتوبر وصلت فرقة عمل حكومية إلى مكان الحادث.